# Pseudophoenix
Pseudophoenix es un género con cuatro especies de plantas fanerógamas perteneciente a la familia  de las palmeras (Arecaceae).  
Es originario del Caribe. Tres de las cuatro especies son endémicas de las Antillas Mayores, mientras que la cuarta, P. sargentii ,  se encuentra ampliamente distribuida en el norte del Caribe y partes adyacentes de Centroamérica y de Norteamérica continental.

## Taxonomía
El género fue descrito por H.Wendl. & Drude ex Drude  y publicado en Rumphia 2: 83–85, t. 112–113, en el año 1836[1839]. (Oct 1839)
Etimología
Pseudophoenix: nombre genérico que significa "falso Phoenix".

## Especies
- Pseudophoenix ekmanii
- Pseudophoenix lediniana
- Pseudophoenix sargentii
- Pseudophoenix vinifera